# Ники де Јагер
Ники де Јагер (хол. Nikkie de Jager; Вагенинген, 2. март 1994), познатија по имену њеног јутјуб канала Ники туторијалс (NikkieTutorials), јесте холандска јутјуберка и шминкерка. У јануару 2021. године, њен канал је имао 13,8 милиона пратилаца и 1,4 милијарде прегледа. Стекла је популарност пошто је 2015. објавила видео под насловом „Моћ шминке” (The Power of Makeup) који је постао популаран и инспирисао много видеа у којима људи показују свој изглед са шминком и без ње.

## Каријера
Де Јагер је почела да поставља видее на платформу јутјуб 2008. године када је имала 14 година, инспирисана шминком глумице Лорен Конрад у серији The Hills. Тада је почела да тражи туторијале на јутјубу да рекреира њен изглед и добила инспирацију да створи свој, јединствен изглед. После две године прављења видеа за свој јутјуб канал, уписала се на курс шминкања у Бе академији у Амстердаму. 2011. је потписала уговор са агенцијом Colorfool Agency и почела своју каријеру као професионална шминкерка.
Године 2013. постаје главна шминкерка за шоу I Can Make You a Supermodel „Направићу супермодела од тебе” са Полом Фишером. Почетком 2014. напушта Колорфул и почиње да ради као фриленсер шминкерка и фризерка.
Магазин Форбс ју је именовао као једну од 10 најутицајнијих инфлуенцерки лепоте на свету у 2017 години. Исте године је добила „Јутјуб гуру” награду на додели Шорти награда, као и награду у категорији „Мода/Интернет звезда лепоте” на Наградама по избору тинејџера.
Исте године, Де Јагер је поставила видео у ком је оцењивала квалитет течног пудера који производи један бренд из Прага и причала о томе како је та компанија користила њену слику (снимак екрана из видеа „Моћ шминке”) да би продавала своје производе, без њене дозволе или знања. Исказала је своје разочарање у тај бренд и осећала се као да је компанија лагала своје пратиоце јер она није носила ни један производ те компаније на слици која је коришћена за промоцију.
У јануару 2019. године је објављено да ће Ники бити светски саветник за лепоту за Marc Jacobs Beauty. Бренд је изјавио да „у овој новој улози, Ники ће бити укључена у развиће нових производа бренда, као и да ће делити свој таленат и експертизу, како би проширила количину јединствених креација и уметности широм света кроз канале Марка Џејкобса, као и своје”.
12. јуна 2020, објављено је да ће бити амбасадорка добре воље у Уједињеним нацијама.

### Сарадње
Де Јагер је сарађивала са брендовима који се баве лепотом као што су ОФРА Козметика и Мејблин. Њена линија шминке у сарадњи са ОФРА Козметиком која је пуштена у промет 2017. је садржала течни кармин и палету хајлајтера.. Децембра 2019. је сарађивала са Лејди Гагом кад је промовисала њен бренд шминке Хаус Лабораторис.
У августу 2020, Де Јагер је лансирала своју палету сенки у сарадњи са брендом Бјути Беј.

### Песма Евровизије
У фебруару 2020, је објављено да ће Де Јагер бити презентерка онлајн садржаја на Песми Евровизије 2020. у Ротердаму, Холандији. Пошто је Евровизија те године отказана због пандемије ковида 19, Де Јагер постаје презентерка онлајн садржаја у емисији „Евровизија: Европо нек засијају светла” која се емитовала 16. маја 2020. 18. септембра 2020. је потврђено да ће се Де Јагерова вратити као домаћица Песме Евровизије 2021, само што ће добити „унапређење” и постати једна од главних презентера. Постала је прва трансродна особа презентер такмичења.

## Приватни живот
13. јануара 2020. године, Де Јагер је објавила видео на свом јутјуб каналу под називом „Излазим из ормара” у ком је открила да је трансродна жена и да је уцењивана од стране некога ко јој је претио да ће открити њен биолошки пол. Прошла је кроз транзицију у свом детињству и тинејџерским годинама.
Верена је за Дилана Дросерса који ју је запросио у августу 2019. док су били на одмору у Италији.
8. августа 2020, она и њен вереник су опљачкани под претњом пиштољем у њиховом дому у Удену. Полиција је пријавила да је један станар имао лакше повреде. Истрага је још увек у току, а полиција је саопштила да су обављена хапшења у овом случају.

## Телевизија
| Година | Име емисије                                  | Коментар                                                              |
| ------ | -------------------------------------------- | --------------------------------------------------------------------- |
| 2017   | Велики бег                                   | 6. место                                                              |
| 2017   | Сезона лова                                  | Изгубила                                                              |
| 2019   | Ко је кртица?                                | Учесница                                                              |
| 2019   | Не знам (Холандија)                          | Учесница                                                              |
| 2019   | Хвала за музику                              | Учесница                                                              |
| 2019   | ТВ Кантина                                   | Жири (Руполова дрег трка)                                             |
| 2020   | Шоу Елен Деџенерес                           | Гошћа                                                                 |
| 2020   | Ко је кртица?                                | Победница                                                             |
| 2020   | Дрег трка - Холандија                        | Гостујућа чланица жирија (у 2 епизоде)                                |
| 2020   | Песма Евровизије 2020.                       | Презентерка онлајн садржаја                                           |
| 2020   | Евровизија: Европо нек засијају светла       | Презентерка онлајн садржаја                                           |
| 2021   | Куп шминке                                   | Презентерка и жири                                                    |
| 2021   | Глоу-ап: Следећа холандска шминкерска звезда | Презентерка и жири                                                    |
| 2021   | Нашминкај се већ једном                      | Жири                                                                  |
| 2021   | Песма Евровизије 2021.                       | Презентерка заједно са Едсилијом Ромбли, Шантал Јанзен и Јаном Смитом |